# Ardisia ternatensis
Ardisia ternatensis är en viveväxtart som beskrevs av Rudolph Herman Scheffer. Ardisia ternatensis ingår i släktet Ardisia och familjen viveväxter. Utöver nominatformen finns också underarten A. t. forstensii.